# Gryfino (gmina)
Gryfino est une gmina mixte du powiat de Gryfino, Poméranie-Occidentale, dans le nord-ouest de la Pologne, sur la frontière avec l'Allemagne. Son siège est la ville de Gryfino, qui se situe environ 20 km au sud de la capitale régionale Szczecin.
La gmina couvre une superficie de 253,62 km2 pour une population de 31 145 habitants en 2016.

## Géographie
Outre la ville de Gryfino, la gmina inclut les villages de Bartkowo, Borzym, Chlebowo, Chwarstnica, Ciosna, Czepino, Daleszewo, Dębce, Dołgie, Drzenin, Gajki, Gardno, Krajnik, Krzypnica, Łubnica, Mielenko Gryfińskie, Nowe Brynki, Nowe Czarnowo, Osuch, Parsówek, Pastuszka, Pniewo, Raczki, Radziszewo, Skrzynice, Sobiemyśl, Sobieradz, Śremsko, Stare Brynki, Steklinko, Steklno, Szczawno, Wełtyń, Wirów, Wirówek, Włodkowice, Wysoka Gryfińska, Żabnica, Zaborze, Żórawie et Żórawki.
La gmina borde la ville de Szczecin et les gminy de Banie, Bielice, Kołbaskowo, Stare Czarnowo et Widuchowa. Elle est également frontalière de l'Allemagne.